# 北貝納區政府
北貝納區（英語：North Burnett Region）是澳大利亞昆士蘭州的地方政府；2008年，由6個地方政府合併而成；所統籌的政府預算有澳幣3200萬。

## 區議會
北貝納區議會有議席6座，分由6個選區，各選出1位議員；市長為直選。

## 外部連結
- Report of the Local Government Reform Commission (Queensland Department of Local Government, Sport, and Recreation Download Page)（页面存档备份，存于） Retrieved 17 April 2008
- 北貝納區－互動地圖 Retrieved 17 April 2008
- Local Government & Municipal Knowledge Base - North Burnett Regional Council Page（页面存档备份，存于）